# Livraria Saldanha

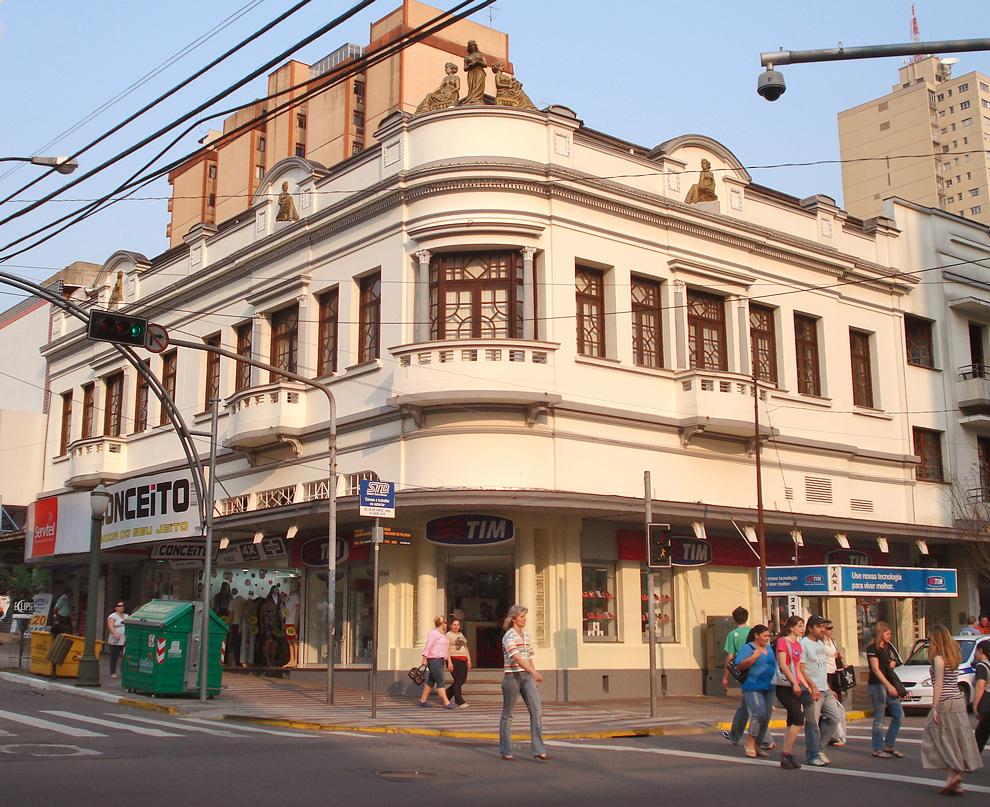
Fachada

A antiga Livraria Saldanha é um prédio histórico da cidade brasileira de Caxias do Sul. Está localizado na esquina da avenida Júlio de Castilhos com a rua Visconde de Pelotas.
É um casarão de alvenaria de estilo eclético/déco, tendo sido construído na década de 1910 pela família Saldanha, que ali instalou uma livraria e bazar no térreo e sua residência no piso superior. A entrada principal é na esquina, cujo acesso se dá por pequeno lance de degraus. Há outras entradas laterais e uma série de janelões que servem como vitrines. A entrada para a residência era independente, e se abria para a rua Visconde de Pelotas. Este pavimento tem decoração escassa, e os adornos se concentram no nível acima.
Ali existem quatro sacadas de alvenaria com parapeito geométrico, as quais guardam portas envidraçadas ladeadas de colunas (na esquina) ou pilastras (nas laterais) coríntias, com arremate de cornija simples acima. Outras aberturas, com atraente trabalho de caixilharia decorada, completam este pavimento.
O prédio é coroado por uma larga cornija e uma ampla platibanda com frontões alinhados às sacadas, onde existem baixos-relevos com figuras simbólicas das Artes, com um grupo escultórico sobre a esquina com três delas, representando a Música, a Pintura e a Poesia.
O prédio foi inscrito no Livro Tombo do Município de Caxias do Sul sob o nº004, em 14 de abril de 1988, mas sofreu significativa descaracterização ao longo do tempo, perdendo vários elementos decorativos, o que transformou sua estética original eclética aproximando-a da déco, e está atualmente depreciado pela ocupação comercial que instalou grandes placas de letreiros e luminosos na fachada, além de haver guaritas para táxis, lixeiras e outros elementos que aumentam a poluição visual do entorno.